# Chrysler Voyager

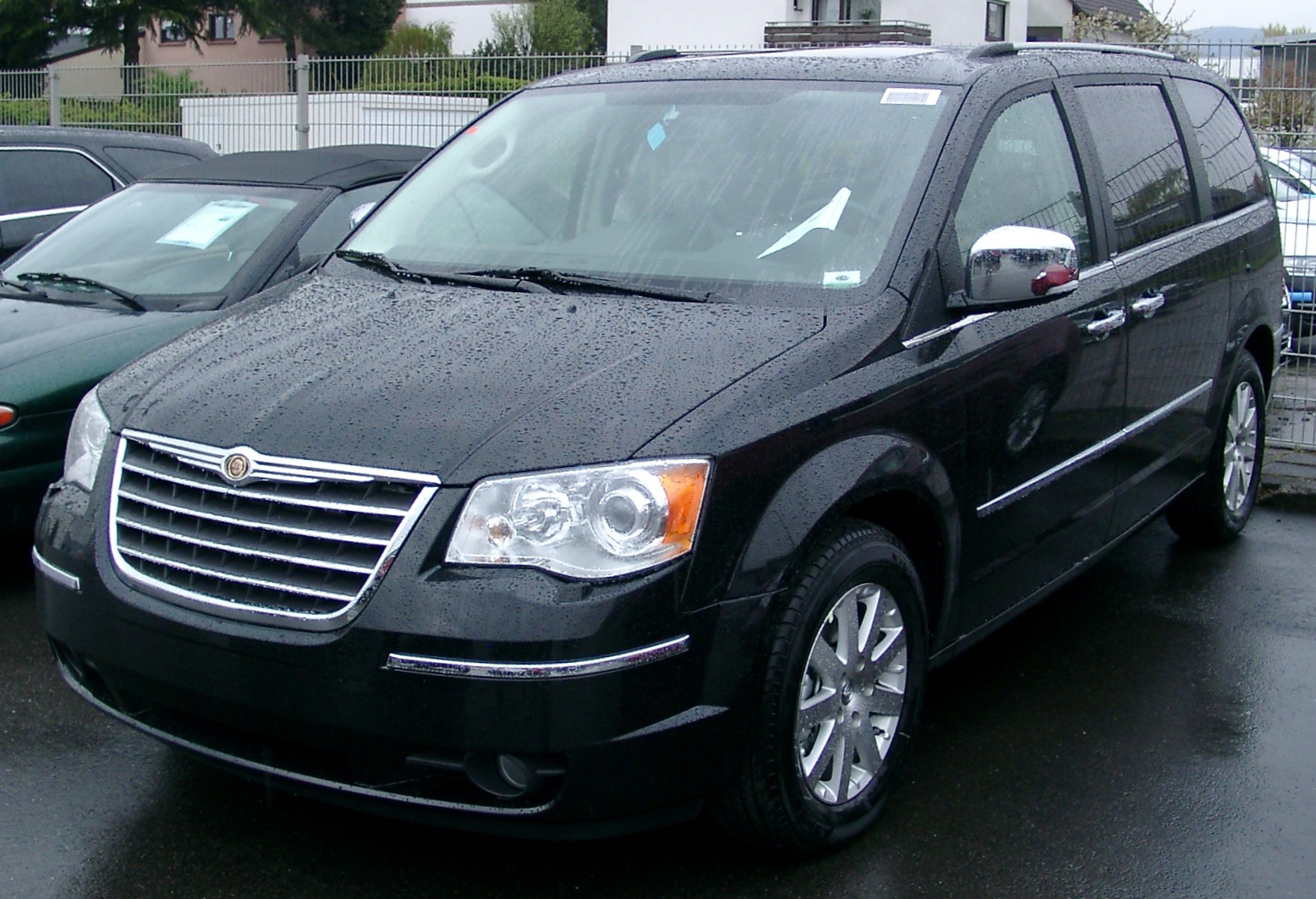
Chrysler Voyager.

El Chrysler Voyager o Chrysler Grand Voyager és una minivan de luxe venuda per la divisió Chrysler del fabricant d'automòbils nord-americà Chrysler Group LLC. A la línia actual, es posiciona com el monovolum Chrysler de gamma baixa, després d'haver substituït el Dodge Grand Caravan el 2020, per sota del Chrysler Pacifica.
El Chrysler Voyager es va introduir a Europa el 1988, i va ser una versió rebatejada de la Dodge Caravan als Estats Units. Originalment va evolucionar amb la Caravana, la Plymouth Voyager i la Chrysler Town & Country. Als Estats Units, la placa del Chrysler Voyager va substituir la versió de distància entre eixos curta (SWB) del Plymouth Voyager després del plegat de la divisió Plymouth per DaimlerChrysler AG el 2001 , i es va suspendre l'any 2003. La placa d'identificació es va recuperar per a l'any model 2021 després de la interrupció del Dodge Grand Caravan després del model 2020, i s'anomena Chrysler Grand Caravan al Canadà.
Durant la major part de la seva existència, els vehicles que porten la placa d'identificació del Chrysler Voyager s'han venut exclusivament fora dels Estats Units, principalment a Europa i Mèxic.